# Next Generation Networking
Next Generation Networking (NGN) é um termo amplo para descrever algumas importantes evoluções arquiteturais em redes de telecomunicações que serão implantadas nos próximos 5-10 anos. A ideia geral de NGN é que uma mesma rede transporte todas as informações e serviços (voz, dados e todos os tipos de mídias como o vídeo), encapsulando-os em pacotes tal como é feito o tráfego de dados na Internet. NGNs são geralmente construídas com base no protocolo IP.

## Descrição
O NGN é um conceito e não uma tecnologia. É a construção inteligente de uma plataforma multi serviços em cima de uma rede IP. Com esta alteração a convergência de mídia se torna muito mais forte, sendo que uma mesma rede transporta voz, vídeo e dados. 
O conceito de NGN permite que as operadoras de telefonia administrem melhor sua rede, pois as ativações e desativações de serviços passam a ser lógicos e não mais físicos. 
Com a modificação dos meios físicos, permitindo cada vez um número maior de informações pelo mesmo meio, a possibilidade de serviços convergentes em uma rede se torna cada vez mais real. Poderemos ver chegar no mesmo ponto conexão para internet, sinal para TV Digital, Voz, Video-conferência, entre outros. Somando isto a possibilidade da utilização de meios como WI-MAX e WI-FI poderemos ver uma transformação forte em pouco tempo. Poderemos ver nossos filhos em casa dormindo através de uma câmera conectada na Internet e com IP para acesso. 

## Ganhos para Consumidores
Com os sistemas integrados e a rede inteligente, as grandes operadoras poderão oferecer serviços mais baratos e com qualidade, sem perder dinheiro. Assim surgirão uma gama de serviços novos e inimagináveis. Poderemos ver televisões, geladeiras, controle da iluminação, tudo feito de maneira online sem custos astronômicos para isto.